# Dasysyrphus obscuratus
Dasysyrphus obscuratus är en tvåvingeart som först beskrevs av Ringdahl 1928.  Dasysyrphus obscuratus ingår i släktet skogsblomflugor, och familjen blomflugor.
Artens utbredningsområde är Sverige. Inga underarter finns listade i Catalogue of Life.